# Oppeln-Bronikowscy

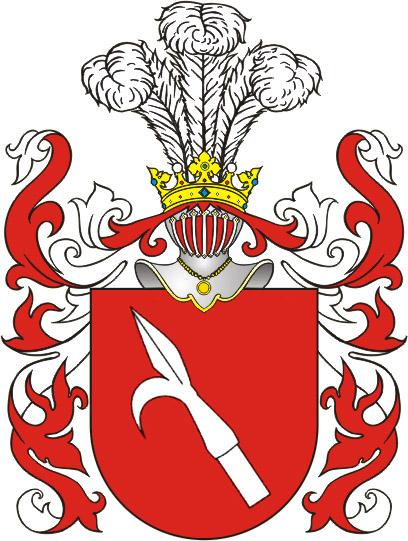
Herb Oppeln-Bronikowskich (odmiana polska, „Osęk”, bosak w czerwonym polu)

Oppeln-Bronikowski (niem. von Oppeln-Bronikowski) – niemiecki i polski ród szlachecki herbu własnego.
Pierwotne nazwisko pochodzącej z Łużyc Górnych, z okolic Löbau i Zittau rodziny brzmiało Opal. Werner de Opal pojawia się w dokumentach z 1261 roku. Potomek rodu, Henricus de Oppel, zakupił w roku 1412 majątek Bronikowo koło Kościana i stał się protoplastą wszystkich Oppeln-Bronikowskich, zarówno polskich jak niemieckich, przyjmując nazwisko od majątku. Herb Bronikowskich starym zwyczajem nosił w Polsce nazwę własną Osęk. Część rodziny pozostała w Saksonii nadal używała nazwiska von Oppell. Istnieje do dzisiaj. Herb obu rodzin, przedstawiający srebrny osęk w czerwonym (polska linia) lub błękitnym (łużycka linia) polu, wiąże się z legendą rodową, według której jeden z antenatów używał bosaka jako broni w czasie bitwy pod Legnicą. Według innej wersji legendy rodowej protoplasta Bronikowskich miał w czasie inwazji Tatarów za pomocą bosaka wydrzeć obraz Matki Boskiej Częstochowskiej z ołtarza na Jasnej Górze, ukryć go przed wrogami i w ten sposób uratować przed zniszczeniem.
Genealogowie i heraldycy XVIII i XIX wieku wywodzili, sugerując się przydomkiem Oppeln, Oppeln-Bronikowskich z okolic Opola (niemiecka nazwa Opola: Oppeln), najnowsze badania genealogów Związku Szlachty Niemieckiej (Verband des deutschen Adels e.V.) wykazały jednak pochodzenie z Łużyc. Wielu członków rodu do dziś zajmuje poważne stanowiska w Polsce i w Niemczech. Gałąź osiadła na Oblath (ob. Obłotne, pow. Sulechów), obecnie wygasła, posiadała pruski tytuł hrabiowski, Graf von Bronikowski-Bronicowa. Jednym z ostatnich majątków Oppeln-Bronikowskich w Polsce sprzed roku 1945 był Żychlin. Ich dawniejsze, stracone w XIX wieku majątki to m.in. Golejewko (powiat Rawicz).
Od połowy XVI wieku do końca XIX wieku większość gałęzi rodu wyznawała kalwinizm.
Przedstawiciele polskiej linii żyją do dziś na Zamojszczyźnie, Mazowszu, Pomorzu Zachodnim i Wielkopolsce.

## Znani członkowie rodu
- Adam Oppeln-Bronikowski, działacz kalwiński w Polsce, saski generał (XVIII wiek);
- Adam Feliks Oppeln-Bronikowski, senator – kasztelan Królestwa Polskiego (XVIII–XIX wiek);
- Alexander von Oppeln-Bronikowski, niemiecki pisarz, autor powieści historycznych (XVIII–XIX wiek);
- Antoni Oppeln-Bronikowski, hellenista (XIX wiek);
- Friedrich von Oppeln-Bronikowski, niemiecki pisarz (XIX–XX wiek);
- Hermann von Oppeln-Bronikowski, złoty medalista olimpijski (Letnie Igrzyska Olimpijskie 1936), później generał Wehrmachtu (XX wiek)
- Jan Oppeln-Bronikowski, wojskowy polski i szwedzki, pruski generał, kawaler orderu Pour le Mérite (XVII–XVIII wiek);
- Karl Ludwig von Oppeln-Bronikowski, pruski generał (XVIII–XIX wiek),
- Kazimierz Oppeln-Bronikowski, polonista i germanista (XIX–XX wiek);
- Mikołaj Oppeln-Bronikowski, polski generał (XVIII–XIX wiek);
- Rajmund Oppeln-Bronikowski, powstaniec listopadowy (XIX wiek);
- Stanisław Oppeln-Bronikowski, znany dziennikarz poznański (XIX wiek).
- Bronisław Oppeln-Bronikowski, ziemianin, wł. majątku Jachimowice.
- Maria Oppeln-Bronikowska, artysta grafik, poetka (1922–1998)
- Jan Oppeln-Bronikowski ps. „Konrad” (1923–1944), powstaniec warszawski, syn ziemianina Józefa Oppeln-Bronikowskiego, poległ na Mokotowie w Powstaniu Warszawskim.
- Karolina Oppeln-Bronikowska, windsurfer zawodowy,  mistrzyni Mazowsza (2006–)